# 穆格斯費爾德湖
54°01′33″N 10°19′54″E / 54.0258°N 10.3317°E
穆格斯費爾德湖（德語：Muggesfelder See），是德國的湖泊，位於該國北部石勒蘇益格-荷爾斯泰因州，由塞格貝格縣，面積0.27平方公里，平均水深9.6米，最大水深20.7米，水體容量259萬立方米，湖岸線長度2.2公里。